# Iola, Kansas
Iola är en stad (city) i Allen County, i delstaten Kansas, USA. Enligt United States Census Bureau har staden en folkmängd på 5 687 invånare (2011) och en landarea på 11,7 km². Iola är huvudort i Allen County.